# المعهد العالي للعلوم التطبيقية والتكنولوجيا بالمهدية
المعهد العالي للعلوم التطبيقية والتكنولوجيا بالمهدية هو إحدى المؤسسات العليا التابعة لجامعة المنستير.

شعار المعهد العالي للعلوم التطبيقية والتكنولوجحيا بالمهدية

## أرقام
طبقا لأرقام السنة الدراسية 2007-2008 يدرس بها 617 طالبا من بينهم 349 طالبة.

## الإدارة
- المدير: محمد مبروك
- الكاتب العام: الطاهر العايدي

## وصلة خارجية
- موقع المعهد العالي للعلوم التطبيقية والتكنولوجيا بالمهدية.